# Otello Leiss
Otello Leiss (Ferrara, 20 aprile 1882 – Milano, 2 gennaio 1945) è stato un pittore e cartografo tedesco naturalizzato italiano.

## Biografia
Otello Leiss nacque da una famiglia di origine tedesca che emigrò in Italia nel tardo 800 e si stabilì a Milano. Anche se una fonte lo dà attivo a Ferrara.
Leiss trovò impiego a Milano come cartografo delle Ferrovie dello Stato e esercito' nel tempo libero l'attività di pittore.
Di impostazione post-impressionista ma anche divisionista fu un ottimo pittore in entrambe le tecniche. Per il Divisionismo si ispirò a Pelizza e Barabino.
Partecipò alle principali mostre come alla II Esposizione Nazionale C.N.G.A. a Napoli nel 1913, alla mostra La Permanente del 1914 (con Giocondità e Sol di Novembre), alla Mostra La Permanente del 1916 (con Canale)e alla Biennale di Venezia del 1914.
Timido e introverso non pubblicizzò le sue opere attraverso mecenati e gallerie così da venir ignorato dalla critica.
Il maggiore risultato all'asta è di 9000 € per La raccolta del fieno.
In età matura si trasferì a Torino dove esiste tuttora la sua progenie.